# Jan Biese
Jan Biese (vijftiende eeuw) was burgemeester van Brugge.

## Levensloop
Jan Biese behoorde tot een clan of belangengroep, die het opnam tegen een andere clan die sterker aanwezig was in het stadsbestuur. Tot deze tweede groep behoorden Gerard van Sint-Omaars, Jan Camphin, Jan Honin II, Nicolaas de Zoutere, Joris Braderic en Zeger vanden Walle. Volgens de auteur van de Excellente Cronycke waren zij allegader zeer bemint van het gemeente, en hadden vele voor het welvaeren van de stadt gedaen. Ze hadden onder meer de stadspoorten heropgebouwd die in 1382 door de Gentenaars waren afgebroken.
De andere clan, waartoe onder meer behoorden Nicolaas de Zoutere, Lieven de Scuetelaere, Jan Biese, Jan Bortoen en Lieven van Milaenen, beschuldigde hen van slecht bestuur. Ze kwam in het gevlei bij hertog  Jan zonder Vrees en kreeg gehoor doordat ze een zevende van de gemeentelijke inkomsten en nog andere belastingheffingen aan hem beloofden als hij aan de leden van die clan de macht gaf in het stadsbestuur. De hertog ging hierop in en de hierboven genoemden van de eerste clan werden, als ze nog in het bestuur aanwezig waren, afgezet en allen werden verbannen.
Opstand hing onmiddellijk in de lucht, vooral de ambachten en neringen rebelleerden en na enkele jaren herstelde de hertog de verbannen poorters in hun vroegere rechten en sommigen hernamen hun plaats in het stadsbestuur.

## Stadsbestuur
Jan Biese doorliep een uitgebreid curriculum in het Brugse stadsbestuur, als volgt:
- 1389-1390: schepen
- 1390-1391: raadslid
- 1391-1392: raadslid
- 1392-1393: schepen
- 1393-1394: schepen
- 1394-1395: thesaurier
- 1395-1396: thesaurier
- 1396-1397: schepen
- 1397-1398: schepen
- 1398-1399: thesaurier
- 1399-1400: schepen
- 1400-1401: schepen
- 1401-1402: schepen
- 1402-1403: schepen
- 1403-1404: schepen
- 1405-1406: raadslid
- 1406-1407: raadslid
- 1407-1408: burgemeester van de schepenen
- 1408-1409: burgemeester van de schepenen
- 1409-1410: burgemeester van de schepenen
- 1410-1411: raadslid.

Op 3 november 1411 werd Biese afgezet uit zijn functie en vervangen door Filips van Aertricke. Hij was duidelijk, zoals de andere leden van zijn clan, in ongenade gevallen. Hij werd nooit meer in het stadsbestuur benoemd.
Van de zogenaamde 'wepelgang' of alternantie was in het curriculum van Biese weinig te merken.

## Bron
- Stadsarchief Brugge, Register van de Wetsvernieuwingen.